# Dolores (Stany Zjednoczone)
Dolores – miasto w Stanach Zjednoczonych, w stanie Kolorado, w hrabstwie Montezuma.